# Aleph Anrep
Aleph Anrep, född 12 mars 1845 i Stockholm, död 26 december 1911 i Helsingborgs stadsförsamling, Malmöhus län, var en svensk torvtekniker. 
Aleph Anrep var son till ryttmästare Henric Herman Anrep och Birgitta Christina Eklund. Han blev löjtnant vid Bohusläns regemente, tog avsked som militär 1872, och var Järnkontorets torvingenjör 1876-1880. Anrep arbetade som torvingenjör i Ryssland 1881-1900, grundade 1902 en torvskola i Emmaljunga, som 1905 flyttades till Markaryd, och var dess ledare fram till 1907. Anrep gjorde sig även känd som en skicklig konstruktör av torvmaskiner.